# ひとりずもう (漫画)
『ひとりずもう』は、さくらももこによる日本の漫画。2005年に発表した同一タイトルのエッセイをコミカライズしたさくらももこの自伝的作品である。『ビッグコミックスピリッツ』（小学館）に2006年10号 - 2007年51号にかけて不定期連載されていた。全42回。単行本はビッグコミックスピリッツコミックスより上下巻。2014年には集英社から文庫版が発売された。2018年には作者没後の追悼企画の一環として、『りぼん』（集英社）での再連載を2018年12月号 - 2019年12月号にかけて実施（第15回まで）。『りぼん』での再連載では、『あのころ まる子だった ももこの話』が副題として添えられた。

## 内容
ももこ（まる子）が小学校5年生になってから中学・高校を経て、短大在学中に漫画家デビューを決めるまでを扱う。時代は、1976年 - 1984年に該当する。話数は、大半が高校編に充てられており、小学校編に至っては初回（第1回）しか充てられていない。
エッセイ版の単純なコミカライズではなく、たまえや姉との絡み、両親だけでの掛け合いなど漫画版独自のエピソード及びシーンもいくつか追加されている。追加エピソードの一部は、作者の他のエッセイで先行して語られている。エッセイ版原典のエピソードでも、一部は簡略化またはアレンジが加えられており、登場人物や時系列が異なる場面もある。時期的には、祖父（友蔵）との死別にも直面するが、それについての描写は避けられている。生理への恐怖や投稿活動といった内容は、『ほのぼの劇場』の「いつものかえりみち」「夢の音色」と重複しているが、新解釈で描かれており、台詞回しや登場人物のスタンスにも違いがある。ももこの進学先や交友関係から、高校編以降はももこに関わる同年代の男子がほとんど登場しない、という特色もある。
『ちびまる子ちゃん』の続編（未来編）的な側面も持ち、主要人物のデザインも同作との繋がりを意識したものとなっているが、さくら家が作者の当時の家庭環境に準拠して八百屋を営んでおり、住居も店舗兼住宅となる、主人公の呼び名が原則として「まる子（まるちゃん）」ではなく「ももこ（ももちゃん）」になる、実在したとされる人物しか続投しておらず、身内と著名人以外で続投しているのは、たまえ、はまじ、カヨちゃんの3名のみなど、『ちびまる子ちゃん』の設定と異なる箇所がいくつか存在する。『ほのぼの劇場』との比較でも、女子のクラスメイトからは「ももこ」ではなく「ももちゃん」呼びになった他、登場するクラスメイトや教師たちもほぼ一新されている。小学館での連載当時は、「まる子の青春時代」を宣伝文句にしていたが、集英社に移管してからは作者の自叙伝としての位置付けに重点を置いている。
基本的には『ちびまる子ちゃん』同様、デフォルメ気味のデザインで描写されているが、ももこを中心に姉・たまえ・加藤さんど登場人物の心情にフォーカスを当てた場面や一部の扉絵では、リアル寄りあるいは少女漫画的な描写に切り替わるようになった。『ちびまる子ちゃん』で用いられた、ナレーターが登場人物に突っ込みを入れる手法は、本作では採用されていない。

## あらすじ
便宜上、ここではももこの学歴ごとに区分けして記述する。学校名は、作者の経歴に基づくもので、作中では校名は出てこない。

### 小学校・中学校編
小学校5年生に成長したももこは、保健の授業で初めて生理について知らされる。やがて訪れる変化に怯えるももこは、生理にならないよう祈る日々が続く。6年生になったある日、友人から未だ父と一緒に入浴していることを驚かれ、その夜から1人で入浴するようになる。
中学校（清水市立（当時）第八中学校）に進学したももこは、小学校以来の友人であるカヨちゃん達に加え、加藤みずほ（加藤さん）達とも親交を深めていく。友人を含む周りの女子がほとんど生理になっているのに対し、自分にはなかなか訪れないことに今度は逆に不安を覚える。その後生理を迎えたが、3年生ごろから男子に対しての嫌悪感に悩まされる。姉の提案もあり、高校は女子校への進学を決める。

### 高校編
高校（静岡県立清水西高等学校）に進学したももこは、親友の穂波たまえと再び同じ学校となった。部活動は、楽をしたい下心から物理部を選ぶが、アマチュア無線の免許を取得するための講習会への参加を余儀なくされる。クラスのやる気の無さに怒った担任がホームルームをボイコットするなどのトラブルも起きたが、友人やクラスメイトとの高校生活を満喫していく。夏休みに、漫画の投稿をしようかと考えたものの、手塚治虫への畏怖などから実行できずに終わる。
2年生に進級後ほどなくして、他校の好青年に片想いするが、打開策を見いだせないまま日々を過ごす。周囲が未来へ向けて徐々に動き始めている中、ももこは夏休み中も何もせずダラダラ過ごしてしまい、母親から厳しく叱責されたほか、部活動もサボっていたため部員、特に先輩たちからの反感を買ってしまう。この年は文化祭も行われたが、周囲の浮ついた雰囲気に対する疎外感や息苦しさから、ももこは文化祭をサボってしまう。文化祭後、加藤さんとの交流の中で東京への関心を抱いたももこは、冬休みに叔母を頼って東京見物に向かうが、思うように満喫できないまま清水へ戻る。
2年生の終わりごろ、進路希望調査が行われる中、自分が将来に向けて何も行動を起こしていなかったことにようやく気付く。小学校以来の夢である漫画家を目指し、春休みを利用して投稿用の漫画を描くが、思うように描けず苦戦する。何とか春休み中に完成させて投稿するも、結果がBクラスと振るわず打ちのめされる。その後、自分の興味がある分野で出来ること、ということで落語家の道を考え、清水に寄席に来ていた春風亭小朝に弟子入りしようとしたが、自身の勇気の無さから声をかけることができず失敗に終わる。落語家の道も絶たれたことで普通に進学・就職することを決意したが、推薦入試の作文模試の結果が高評価だったことから自身の得意分野に気付く。そして、「エッセイを漫画化してみたらどうだろうか」ということをふと考えついた。改めて漫画家を目指す意思を固めたももこは、方針転換した内容（エッセイ漫画）で漫画の投稿活動を再開する。この頃には、他校の好青年への恋心も消えていた。
高校最後の夏休み、たまえと互いの夢を語り合い、たまえは卒業後「アメリカに留学したい」ことを、ももこは「漫画家になりたい」ことを明かす。互いが離れ離れになることに、2人はしばし涙する。秋になり、再度の漫画投稿が「もうひと息賞」を受賞したこと、短大への推薦合格も決まったことから、ももこはさらに投稿活動に邁進するようになる。それが災いして卒業が危うくなりかけたものの、無事高校を卒業する。

### 短大編
短大（静岡英和女学院短期大学（当時））に進学したももこは、なかなかデビューが決まらない状況に不安を覚えつつも、雑誌への投稿活動を継続する。一方で、たまえとの残された時間を過ごすなかで、彼女から漫画家デビューへの思いを託される。6月某日、たまえのアメリカへの旅立ちを見送ったももこは、帰宅後、こらえていた離別の寂しさを爆発させ泣き崩れる。
離別の悲しみを乗り越え、投稿活動を継続するももこに対し、母親は出口の見えない投稿活動を疑問視する。それに怒ったももこが母親と口論をしていたところ、ついにデビュー決定を知らせる報が入る。ももこは、たまえに対し、デビューが決まった喜びと、彼女と過ごした日々をいつか漫画にしたい（後に『ちびまる子ちゃん』として結実する）ことを手紙に記した。

## 主な登場人物

### 『ちびまる子ちゃん』からのキャラ
育子以外の括弧内に付記の名前は、『ちびまる子ちゃん』における設定。ももこの祖父（友蔵）、祖母（こたけ）はエッセイ版では僅かに登場しているが漫画版には登場しない。後述の『ひとりずもう』のみのキャラも含めて、基本的に漫画版における描写について記述する。
さくら姉妹とたまえは、本作においてのみ鼻が常に描かれるようになった（『ちびまる子ちゃん』時代の回想シーンは除く）。
さくら ももこ
主人公。前述の通り、作中で「まる子（まるちゃん）」と呼ばれることはほとんど無くなった。髪型は当初はおかっぱ（『ちびまる子ちゃん』とは異なり、左の前髪を結んでいる）だが、中学校時代の途中で二つ結び（小6当時の姉に近い髪型）、高校時代は三つ編み（後年の作者の自画像にも通じる姿）、短大では再びおかっぱと変遷した。身長は、中学1年生の初めで150cm、中学2年生の初めで158cmに伸びている。胸は、中学校3年生の時点で不良男子（後述）から「少しはあるんだな」と評されるぐらいのサイズ。髪の色は基本は黒だが、カラーイラストでは、茶髪となっているものが多い（本作をモチーフとしたものも含めて）。
中学校時代の途中から、男子への嫌悪感を抱き冷たく当たるようになる。不良男子との一件で嫌悪感は和らぐものの、高校進学後は一転して男子に対して極度に緊張するようになる。このことが、友達付き合いや漫画の投稿活動初期で足を引っ張る要因になった。恋愛に関しては奥手で、高校2年生のときに他校の好青年に一目惚れした際も空想ばかりで具体的な行動は起こせずにいた。怠け者な性格は小学校時代から変わっていないが、短大の推薦入試を狙える程度には勉学もこなすようになった。また、昔ほどは我儘を言わなくなった。家族に対して「アンタ」呼びすることはしなくなったが、モノローグで父を「ヒロシ」呼ばわりする場面がしばしば描かれるようになった。昔に比べて友人や姉との付き合いが悪くなっている（出不精になっている）節があり、姉からボヤかれたこともある。高校1年生の途中からはアルバイトも行うようになり、高校では小学生の家庭教師、短大ではデパートのハチミツ屋の店員を務める。
高校2年生の冬までは自堕落な日々を過ごしていた（姉や母からは「いい加減行動を起こせ」と諭されるほど）が、漫画家になる意思を固めて以降は、学業をおろそかにしがちではあるものの一転して働き者となった。投稿活動を通して、「誰かに期待される」ことへの喜びも学んでいった。物語終盤になると、漫画家の道を反対する母に対し嫌悪感をはっきり口にして反論したことも。漫画家の夢については、「誰にも言えない夢」と度々独白しているが、本作を『ちびまる子ちゃん』の続編と見なした場合は、同作での描写と矛盾する。
アニメ『ちびまる子ちゃん』でも中学・高校時代のももこ（まる子）が空想シーンで時折描かれるが、本作での設定は逆輸入されていない（おかっぱ頭に黒のセーラー服が多い）。2020年から展開されている、早稲田アカデミーの「まる子、本気になる。」シリーズ広告では、服装のみ本作での高校のセーラー服が採用された（ただし、漫画では通年で明るめの色調なのに対し、広告では冬は黒色となっている）。
お姉ちゃん（さくら さきこ）
ももこの姉。時系列的には、中学校2年生（物語開始時点） - 社会人（物語終盤）にあたる。中学校から女子校に通っている。終盤は、他のエッセイ通りであれば保育士（保母）を勤めている時期だが、作中ではそれに関する描写はない。本作では、作中で名前は出てこない。髪の長さは小学校6年生当時とほぼ同じままだが、髪は結ばなくなっている。装（私服）は、小学校時代から一転してパンツスタイルが基本となり、スカートを履いているシーンはごくわずかである。ももこに対しては時たま毒づくこともあるが、小学校時代に比べると、性格の短気さは多少落ち着いている。ももこからの相談には親身に応じるほか、ももこの精神面の変化に寂しさをのぞかせる場面もある。『ちびまる子ちゃん』では時々見られた、拳を交えるレベルでの姉妹喧嘩は描かれなくなった一方、姉妹での足並みが揃わない場面も多くなった。下巻では出番が少なくなり、第32回以降はほとんど登場しない。
基本的に、家族との団欒及びももことの掛け合いのシーンでしか登場しておらず、姉自身の受験や就職、恋愛に関する出来事については、本作では触れられていない。
さくら ひろし
ももこの父。容姿は、終盤まで『ちびまる子ちゃん』時代から変化がなく、作中表記も「ヒロシ」のまま。16 - 17歳のころは、石原裕次郎よりもハンサムだったと自称している（ただし、娘たちからは「じゃあスターを目指せば良かったじゃん」と非難された）。『ちびまる子ちゃん』とは異なり、本作では八百屋「さくら青果店」の店主を務める。本作では友蔵が登場しないため、ももこのフォローに回る（あるいは振り回される）場面も多い。妻や娘に、自身の過去の夢（船乗りに憧れていた）や人生観を語る場面もしばしば描かれた。ももこの漫画家志望に対しては、寛容の姿勢を見せた。なお、エッセイ版では、母同様反対の立場をとっている（作者曰く「家族だけでなく、他の親戚も口を揃えて反対した」とのこと）。
お母さん（さくら すみれ）
ももこの母。容姿は、終盤まで『ちびまる子ちゃん』時代から変化がない。結婚前は、看護婦（現在でいう看護師）を務めていた。そのため、ももこがその気ならば看護婦の仕事を斡旋できると語ったこともある。ひろしと共同で「さくら青果店」を切り盛りしている。さきこ同様、作中では名前は出てこない。本作では、ももこに対して厳しい、口うるさい母親としての描写が多い。ももこの漫画家志望に対しては終盤まで反対しており（デビュー決定の報を受けて折れざるを得なくなったが）、勘当をちらつかせたことも。
穂波たまえ
ももこの親友。愛称は『ちびまる子ちゃん』時代と同じく「たまちゃん」。登場は高校編から（中学校編は回想シーンのみ）、ももこと同じ女子校に通う。中学校は、ももこ達とは別の学校だったが、ももことは連絡を取るなどして繋がりを維持していた。三つ編みに眼鏡の姿は『ちびまる子ちゃん』から引き継いでいるが、前髪の分け方が変わっている（終盤では、髪をほどいた姿も披露）。ももことの友情の篤さは、小学校時代から変わらない。本作では、「タミー」を出現させる場面は見られなくなった。海外に目を向けており、高校2年・3年生の夏休みはアメリカへホームステイしている。高校3年生の夏に卒業後のアメリカ留学を決断し、ももことは道を分かつことになった。ももこの漫画家志望は、ももこが打ち明ける前から見抜いており、応援する立場を貫いた。
第35回は穂波家が舞台だが、本作ではたまえの両親は登場しない。
モデルとなった実在のたまえは、2022年の「さくらももこ展」図録の寄稿で、ももことの出会いや中学校時代の関わり（本作で描かれなかった部分も含めて）、ももこの夢を迷わず応援した根拠について述べている。
はまじ（浜崎 憲孝）
小学校～中学校編で登場。容姿は『ちびまる子ちゃん』時代から変化はない。相変わらずモノマネで人を笑わせるのが好き。少なくとも中学校1年生まではももこと同じクラスであり、ももこやカヨちゃんともつるんでいた。高校編以降は、回想シーン及び、ももこの空想シーンでのみ登場。ももこ達が高校3年生の時期に、お笑い芸人を目指していることが、たまえの口から語られている。中学校卒業後はももこと疎遠になった様子で、ももこが高校のクラスメイトから中学校当時の男子について聞かれた際も名前が挙がらなかった。
エッセイ版には登場しない。また、実際は中学校1年生のときは浜崎とは同じクラスになっていない。さくら達の高校時代に、実際に漫才師を目指して活動していたこと、（その目的で上京するために）高校を中退したことが同級生たちの間で噂になっていたことは、浜崎が自著で述べている。なお、浜崎の自著やWeb小説によると、実際に漫才師を目指して活動していた時期は漫画よりも早く、ももこ達が高校1年生 - 2年生の時期になる。
カヨちゃん（山田 佳代子）
中学校編で登場。『ちびまる子ちゃん』時代とは容姿が異なり、顔がやや面長になったほか、髪型もストレートのおかっぱになった。身長は、中学校1年生の初めの時点で155cm。ももことは小学校時代から変わらず仲良しであるほか、はまじともつるんでいるシーンも少し描かれている。少なくとも中学校1年生までは、ももこと同じクラスだった（ただし、小学校編では登場していない）。エッセイ版では、中学校2年生以降はクラスが分かれる。
史実では中学2年生以降も、ももことの繋がりを維持していたが、本作では第2回のみの登場となった。また、実在の浜崎憲孝は、カヨちゃんと同じクラスになったのは実際は小学校3年生 - 5年生の間だけだったこと、旧友の一人であることを自著で述べている。
あけみ
ももこの従妹で、ひろあきの姉。神奈川県在住で、小田急電鉄の生田駅が最寄り（ひろあき、育子も同様）。ももこが高校2年生時点の東京見物回で登場。中学生に成長している。学年は言及されていないが、『ちびまる子ちゃん』での年齢差が適用されていれば3年生、実際の年齢差が適用されていれば1年生となる。『ちびまる子ちゃん』時代からは、容姿が大きく変化している（エッセイ版の挿絵とも容姿が異なる）。
ヒロ君（ひろあき）
ももこの従弟で、あけみの弟。ももこが高校2年生時点の東京見物回で登場。容姿は『ちびまる子ちゃん』時代から変化している（エッセイ版の挿絵とも容姿が異なる）が、姉や母と比べると、面影は若干残る。一人称は『ちびまる子ちゃん』での「オレ」から「ボク」に変わり、性格の凶暴かつ生意気さは見られなくなった。ももこも、彼に対しての苦手意識は特に見せていない。
育子（いくこ）
ももこの叔母で、あけみ・ひろあきの母。『ちびまる子ちゃん』時代からは、容姿が大きく変化している（エッセイ版の挿絵とも容姿が異なる）。本作で描かれた回想シーンは、エッセイ『おんぶにだっこ』での描写に基づいている。東京見物をせがむももこを、最初は自宅から比較的近い町田市に案内して、ももこをがっかりさせたことも。『ちびまる子ちゃん』では名前は出てこない。本作では、彼女の夫は登場しない。

### 『ひとりずもう』のみのキャラ
下記に列挙したキャラ以外にも、名前が設定されていない友人や教師が作中には多く登場している。
加藤みずほ（かとう みずほ）
ももこが中学校に進学してからの友人で、中学校・高校はももこと同じ学校に通う。中学校では、ももこと同じクラスになったこともある。名は漫画版のみの設定で、ももこ達からは「加藤さん」、母親からは「みずほさん」と呼ばれている。時期によって髪型や髪の色は変化しているが、ショートカットなのは一貫している。高校時代は、生物部に所属している。直接は描かれていないが、たまえとも繋がりはある。思春期の心身の変化について疎いももこに、それらの知識を間接的ながら伝えていった。裕福な家庭の娘（エッセイ版では、医者の娘であることが言及されている）だが、しつけの厳しさなどから、ももこの家庭環境に憧れることも。ジョン・レノンのファンであり、彼の訃報を聞いた際は涙を見せた。上京志向や一人暮らしへの欲求が強く、東京の大学への進学を目指す（作中では、その後の状況は語られていない）。エッセイ版では、同作から登場のクラスメイトのうち、名前が出るのは彼女のみ。
実在の人物で、エッセイ版では、外国の音楽や東京の流行に詳しいことが漫画版以上に深く掘り下げられており、さくらは「彼女がいなかったら80年代前半の大部分を味わい損ねていたであろう」と述べている。さくらのエッセイでは、『ひとりずもう』以外にも、『もものかんづめ』『まる子だった』で登場している。彼女の人物像や経歴は、浜崎憲孝の書籍などに登場する「花輪さん」（浜崎が『ちびまる子ちゃん』の花輪和彦のモデルと評している女性）と共通する部分もある。浜崎は、自身のブログに寄せられたコメントへの返信の中で、花輪さんと加藤さんが同一人物であることを示唆する発言をしている。
ユッコ
ももこの高校1年生時のクラスメイト。他のクラスメイトと共に、ももこに彼氏候補の男子を紹介した（ももこ自身は、タイプじゃないとして話を断った）。
トミちゃん
ももこの高校1年生時のクラスメイト。ももこをローラースケート場に誘った2人の片方（作中では、どちらがトミちゃんか断定できる場面はない）。第16回で、ももこの片想いを看破した女子である可能性がある。
ミッちゃん
ももこの高校2年生時のクラスメイト。将来は、看護師（作中では、当時の事情を反映して看護婦と表記）を志望している。
さくらプロダクションのミッちゃん（宇多路子）とは別人。
物理部の部員たち
ももこの、高校の物理部の先輩および後輩たち。第21回では、部活動や文化祭での部の出し物をサボったももことたまえを、厳しく非難した。2人のことは、専ら「2年生」呼びしている。
ヤッコ
第26回に名前のみ登場。ももこと同じ高校の女子生徒。『永沢君』に登場した同名の女子生徒と同一人物かどうかは不明。
チエちゃん
ももこの小学校でのクラスメイト。生理を迎えるのが早かったほか、それに関する知識を持っていなかったももこに呆れた様子も見せた。
たいちゃん
ももこの中学校でのクラスメイト。身長は、中学校2年生の初めで159cm。入学式の前に一緒に写真を撮っていることから、ももことは小学校時代から繋がりがあった様子。ももこと並んで、生理を迎えるのがクラスの中で最も遅かった。
不良男子
ももこの中学校でのクラスメイト。頭髪の剃り込みが特徴。名前は作中では出てこない。本作で唯一、ももこを「まる子」呼ばわりしたこともある人物。ももこの胸を触ったことがあるが、この行為が意外にも、男嫌いで凝り固まっていたももこの考えを変えるきっかけとなった。
小柳津（おやいづ）先生
ももこの、高校1年生時点での担任の男性教師。姓は、漫画版でのみ設定。担当教科は体育。学校一怖い教師といわれるが、ももことたまえは「怒らせると怖いけど、話のわかる先生」と評しており、高校1年生の春休みの時に転勤する話をたまえから聞いた際は名残惜しさを見せた。クラス全体のやる気の無さに怒ってホームルームを数ヵ月間ボイコットしたこともある。ももこが漫画家になる夢を密かに抱いていることに気付いており、個人面談でももこを驚かせた。
実在の人物で、本作が連載されていた時点では存命している。本作の舞台でもある清水西高の80周年記念誌『春風の夢』でも名物先生として紹介されているが、同誌では1983年までは在勤していたとされている。
佐藤先生
ももこの、高校時代の教師のひとり。男性で、物理部の顧問。長髪とヒゲが特徴で、たまえからは「ちょっと気持ち悪いかも…」と思われてしまう。
実在の人物で、『春風の夢』でも物理の名物先生として紹介されている。長髪などの特徴は、漫画にも反映されている。
高校の校長先生
ももこの、高校時代の校長先生。風紀に厳しい面があり、オシャレに興じる生徒達に対し、集会で「いくらやったって誰も松田聖子や中森明菜に似ていないっ」と述べたこともある。
あきちゃん
ももこの、家庭教師での教え子の少年。学年は、ももこが高校1年生の時点で小学校4年生。将来の夢はサッカー選手。
ひまわり美容院のおばさん
入江町から少し離れた場所に位置する「ひまわり美容院」の店主の中年女性。ももこが高校1年生の夏に見つけて以来、贔屓にしている。エッセイ版には登場しない。
本田（ほんだ）
第10回に登場。たまえの、中学校時代のクラスメイトの男子。たまえとは、あくまで単なる元クラスメイトだが、高校進学後も他の当時のクラスメイトも交えてボーリングに一緒に行くなどの繋がりがある。容姿はそれほど美男子ではなく、彼程度でも緊張してしまうと発言したももこに対して、たまえはモノローグで「本田で緊張かァ…」と心配気味な反応を見せた。エッセイ版には登場しない。
他校の好青年
高校編で登場。ももこと同年代と思われる美男子。ももこは、高校2年生の春に目撃して一目惚れし、片想い状態がしばらく続く。片想い終了の経緯は、漫画版では「漫画の投稿活動への熱意が、彼への想いを超えた」であるが、エッセイ版では付き合った状態を空想した後に想いが冷めて終了、とされている。『ひとりずもう』以前に発表された作品では、既に彼女が居ることを噂で聞いて失恋、となっている。
山本
電話の声でのみ登場。当時の『りぼん』担当編集者のひとり。ももこに励ましの電話をかけたほか、最終回ではももこのデビュー決定を伝えた。
エッセイ版では姓は明記されていないが、作者の他のエッセイでは、同姓の編集者が登場している。
マキちゃん
ももこの高校時代に、モデルとして活躍している女子。直接は登場しないが、ももこ達が閲覧しているファッション雑誌に登場しているほか、主要人物以外では唯一、扉絵を1人で飾ったこともある。

### 実在の著名人
ビートたけし
『ちびまる子ちゃん』では無名の芸人だったが、本作では漫才ブームの中、名を上げている。直接は登場しないが、ももこが中学校3年生に上がった時期以降、漫才コンビ「ツービート」として相方のビートきよしと共に作中のテレビ番組に登場しているほか、たけし単独でラジオ番組のパーソナリティを務める場面もある。ももこや彼女の両親はファンになっており、ももこは高校の文化祭をサボった時に「文化祭よりたけしの方が得」と発言したほど。エッセイ版には登場しない。なお、別作品『永沢君』でも、主人公の永沢が彼のファンになっている。
矢沢あい
名前のみ登場。ももこが初の漫画投稿でBクラスに甘んじた中、比較的上位の「もうひと息賞」を受賞している。この時点から画力が高く、ももこに厳しい現実を突き付けた。エッセイ版には登場しないが、『ほのぼの劇場』の「夢の音色」では名前は出ている。
矢沢自身は後年、雑誌の寄稿において、実際は画力面で苦戦していたことや、さくらの個性的な作風に当時から着目していたこと、などを述べている。
春風亭小朝
「横丁の若様」の異名を持つ有名な落語家で、落語にあまり関心の無いももこの姉でも一目置くほど。清水市民会館に寄席に来ていた。

## 書誌情報

### 単行本
- さくらももこ『漫画版ひとりずもう』 小学館〈BIG SPIRITS COMICS SPECIAL〉、上下巻
  - 上巻 2007年3月30日発売、ISBN 978-4-0917-9013-2
  - 下巻 2008年2月29日発売、ISBN 978-4-0917-9025-5

### 文庫本
2020年8月1日には、電子書籍版も発売された。
- さくらももこ『ひとりずもう』 集英社〈集英社文庫〉、上下巻
  - 上巻 2014年7月18日発売、ISBN 978-4-0861-9506-5
  - 下巻 2014年7月18日発売、ISBN 978-4-0861-9507-2

## その他
作者は、単行本下巻のあとがきにて、「当初はドタバタコメディ的な作品になるのではと思っていたが、実際に描いていくと予想外にリリカル（情緒的）な作品になった」と語っている。また、終盤のたまちゃんとの別れの執筆中に、一時帰国した実在のたまちゃんが遊びに来たが、彼女に原稿を見せたら「当時を思い出してしまう」と言って黙ってしまい、作者曰く、懐かしがってくれると期待したが、彼女の反応が予想外で、つられて泣きそうになったとのこと。
2018年11月に、漫画家「さくらももこ」誕生に関わる部分だけではあるが、作者の追悼VTRの冒頭でピクチャードラマ化された（ももこの声：TARAKO、ナレーション：キートン山田）。本作のメディアミックスは、これが初となった。同VTRは、2018年11月16日に東京の青山葬儀所で行われた「さくらももこさん ありがとうの会」及び、2019年1月から4月にかけて静岡のエスパルスドリームプラザで行われた「さくらももこ ありがとうの会」にて上映された。モノローグの殆どはエッセイ版が原典となっている。
2021年から配信が開始されている、作者が生前に作詞した卒業ソング「春のうた」のイメージイラストに、本作の第35回扉絵や、第15回のワンシーンが使用されている。
春風亭小朝とニアミスした一件は、2014年に『櫻井有吉アブナイ夜会』にて再現VTR化（ももこ役：咲良美里）されたが、服装などシチュエーションは本作とは若干異なる。
単行本未収録作品として、2007年に配布された『週刊ビッグコミックスピリッツFIRST』に掲載された「漫画版「ひとりずもう」こぼれ話」がある。同作では、小学校高学年時代のたまえとの関わりや当時の自身の身体面など、本編の小学校編で描写されなかった箇所が補完された。